# Lotte nell'ombra
Lotte nell'ombra è un film del 1939 diretto da Domenico M. Gambino.

## Trama
(Fantafilm)

## Produzione
Prodotto dalla Diana Film S.A. di Tullio Taormina, girato a Cinecittà nella primavera del 1939, la pellicola uscì in prima nazionale il 23 novembre 1939. Il film fu il primo ad essere iscritto al PRC (Pubblico Registro Cinematografico) presso la SIAE, istituito per legge nello stesso anno. La registrazione dei film era ritenuta necessaria per dare ordine al mercato, ai relativi diritti d'autore, commerciali e fiscali.
Il film fu proiettato a New York nel giugno 1939, prima dell'uscita italiana, recensito nelle pagine dello spettacolo del New York Times.

## Critica
(Fantafilm)